# Ad augusta per angusta
Ad augusta per angusta  (лат.), Per angusta ad augusta  (лат.) — латинское крылатое выражение. Один из дословных переводов — «Высоких целей достигают, преодолев большие трудности». Данная фраза пример латинской парономазии. Выражение впервые появилось в пьесе Виктора Гюго — «Эрнани», изданной в 1830 г. Фраза подразумевает что результаты можно достичь скромными средствами, но, при этом, преодолевая трудности. Выражение близко к другому латинскому выражению — Ad astra per aspera (Per aspera ad astra). Аналоги в русских выражениях: «Через теснины к вершинам», «Через трудности к достижению цели», «К вершинам узкими тропами» и др.

## Примеры цитирования
Прочтите университетский биографический словарь. Двести пятьдесят человек трудились на нашем поле...Бедность — вот наша общая, наша милая мать; нужда — вот наша верная любезная кормилица; препятствия, огорчения, оскорбления, болезни, удары — вот наши неотлучные, дорогие спутники, которые воспитывают душу, трезвят ум, напрягают сопсобности и ведут per angusta ad augusta, хоть иногда и за гробом. М. П. Погодин. Речь на празднике Московского университета (Соч., т.3, с.181).

## Примеры использования
Литература
- Виктор Гюго. Пьеса «Эрнани» (Действие IV. Явление 3)[4].

Видеоигры
- Фраза появляется во время загрузки игры  Total War: Rome II.
- Фраза является наименованием одной из частей игры Civilization VI: Gathering Storm.
- Одна из способностей персонажа Неа Карлссона в игре Dead by Daylight.
- Одна из шести надписей, повторяющихся по всему периметру на арках в библиотеке Hogwarts Legacy.

В музыке
- Упоминается в песне «The Lion From The North» шведской группы Sabaton.

В качестве девиза
- Слоган университета Лейкхед, Канада.
- 8-й роты 110-го пехотного полка[фр.] Франции и ряда других французских военных формирований.

В геральдике
| Девизы на флагах, гербах, логотипах |
| --- |
| - Девиз на флаге и гербе муниципалитета Франсиску-Морату, Бразилия. - Девиз на флаге и гербе города Ирапуато, Мексика. - Логотип одного из проектов сотрудничества университета Сорбонны, Франция. - Герб фрегата Луиза-Мари (931) типа «Карел Дорман» и ряда других французских морских военных судов. - Один из вариантов герба графства Антрим, Северная Ирландия. |